# Planggenstock (bergstopp i Schweiz, Uri)
Planggenstock är en bergstopp i Schweiz.   Den ligger i kantonen Uri, i den centrala delen av landet, 90 km öster om huvudstaden Bern. Toppen på Planggenstock är 2 823 meter över havet.
Terrängen runt Planggenstock är bergig. Runt Planggenstock är det glesbefolkat, med 15 invånare per kvadratkilometer.. Närmaste större samhälle är Airolo, 15,3 km sydost om Planggenstock. 
Trakten runt Planggenstock består i huvudsak av gräsmarker.